# 藤川孝幸
藤川 孝幸（ふじかわ たかゆき、1962年10月10日 - 2018年11月15日）は、神奈川県川崎市出身の元サッカー選手（GK）、サッカー指導者、経営者。

## 来歴
読売ユースを経て、1981年から読売クラブ、1992年からヴェルディ川崎（現・東京ヴェルディ）でプレーした。PK戦の強さで一躍名を広めた。1995年に引退。現役晩節は実質的にGKコーチを兼任していたが、Jリーグでは現役選手のコーチ・監督兼任登録が認められていないため、登録上は選手選任だった。
引退後はV川崎で5年間、ヴィッセル神戸で4年間、ベガルタ仙台で1年間GKコーチを歴任し、2006年は甲南大学サッカー部監督として関西大学2部秋季リーグ初優勝。2007年からはセレッソ大阪のコーチを務めたが、成績不振のためシーズン途中に都並敏史監督、西村昭宏ゼネラルマネージャーとともに解任された。2007年5月から静岡FCの監督を務め東海リーグで3年ぶりに優勝。2008年から2009年までアビスパ福岡のGKコーチを務めた。
都並敏史とは読売ユース以来の友人であり、2005年に都並が監督を務めたベガルタ仙台にGKコーチとしてスタッフ入りし、2007年にも都並が監督を務めたセレッソ大阪にコーチとしてスタッフ入りした。また、ニッポン放送のラジオ番組『都並クン・藤川クンのイエローカードなんて怖くない』で共にパーソナリティを担当、「オールナイトニッポンのパーソナリティー」にも出演。
2010年5月から国際武道大学の監督に就任。2011年千葉県春季大学リーグ・千葉県大学選手権で優勝。
2015年1月からソーシャルビジネス・総合スポーツサービス企業のリーフラス株式会社へ入社。アライアンス統括プロデューサー・上席セカンドキャリア室長をへて、取締役事業推進室長から常務取締役に就任。2017年からはリーフラスが運営権を取得した北海道十勝スカイアースの代表に就任した。
2017年12月に東京都内の病院でステージ4以上の末期の胃がんであると診断を受け、抗がん剤治療を行っていると2018年4月に北海道十勝スカイアースの新体制発表会見で発表した。その後、古巣のファン・サポーターがスタジアムで激励の横断幕を掲げた際には、自身のツイッターに「必ず癌を完治させまして、完全復活して参ります！必ず奇跡を起こします！」「皆様の思いを必ず結果と形にしまして、皆様に御挨拶に伺いたいと思います！」などとつづり、同年5月26日のJ2リーグ第16節・東京V―愛媛戦（味スタ）の試合前に行われた激励マッチにも姿を見せたが、同年11月15日、死去。56歳没。

## 人物
JFA 公認S級コーチ。
GKコーチ時代は、冬の寒いときにも欠かさずタンクトップ・短パンをはいてコーチをしていた熱血漢。本人曰く「魂が入るので寒くない」。
その脚から繰り出されるキックは強烈で、試合前や練習を見学しているサポーターからはどよめきが起こる。これは、現役引退（1995年）後、GKコーチとしての道を歩み始めてからキックの特訓をした賜物であり、スペイン１部リーグのFCバルセロナのGK練習を実際に見て、強く正確なシュートの必要性を感じ、「とにかく時間があれば練習した」と語っている。
所属するリーフラス株式会社が、『日経スペシャル カンブリア宮殿』に出演した際に、元プロスポーツ選手のスカウト部門を担当していると紹介された。

### 家族
妻と息子が4人いる。
本人の死後、三男の藤川誠人（桐蔭学園、慶応大学サッカー部出身）は、プロサッカー選手のマネジメント会社を設立。日本代表・板倉滉選手らの業務を担った。さらに2023年、未亡人となっていた妻が元横綱・貴乃花と再婚。この縁から、息子の誠人が貴乃花のマネジメント業務も請け負っている。

## 所属クラブ
- 1975年 - 1977年 富士見中学校
- 1978年 - 1980年 読売ユース（横浜商工高等学校）
- 1981年 - 1995年 読売サッカークラブ / ヴェルディ川崎

## 個人成績
| 国内大会個人成績 | 国内大会個人成績 | 国内大会個人成績 | 国内大会個人成績 | 国内大会個人成績 | 国内大会個人成績 | 国内大会個人成績 | 国内大会個人成績 | 国内大会個人成績 | 国内大会個人成績 | 国内大会個人成績 | 国内大会個人成績 |
| 年度             | クラブ           | 背番号           | リーグ           | リーグ戦         | リーグ戦         | リーグ杯         | リーグ杯         | オープン杯       | オープン杯       | 期間通算         | 期間通算         |
| 年度             | クラブ           | 背番号           | リーグ           | 出場             | 得点             | 出場             | 得点             | 出場             | 得点             | 出場             | 得点             |
| 日本             | 日本             | 日本             | 日本             | リーグ戦         | リーグ戦         | JSL杯/ナビスコ杯 | JSL杯/ナビスコ杯 | 天皇杯           | 天皇杯           | 期間通算         | 期間通算         |
| ---------------- | ---------------- | ---------------- | ---------------- | ---------------- | ---------------- | ---------------- | ---------------- | ---------------- | ---------------- | ---------------- | ---------------- |
| 1981             | 読売             | 24               | JSL1部           | 0                | 0                | 0                | 0                | 0                | 0                | 0                | 0                |
| 1983             | 読売             | 1                | JSL1部           | 0                | 0                | 0                | 0                | 1                | 0                | 1                | 0                |
| 1984             | 読売             | 18               | JSL1部           | 0                | 0                | 0                | 0                | 0                | 0                | 0                | 0                |
| 1985             | 読売             | 18               | JSL1部           | 12               | 0                | 4                | 0                | 2                | 0                | 18               | 0                |
| 1986-87          | 読売             | 18               | JSL1部           | 0                | 0                | 1                | 0                | 0                | 0                | 1                | 0                |
| 1987-88          | 読売             | 18               | JSL1部           | 6                | 0                | 0                | 0                | 1                | 0                | 7                | 0                |
| 1988-89          | 読売             | 18               | JSL1部           | 9                | 0                | 0                | 0                | 0                | 0                | 9                | 0                |
| 1989-90          | 読売             | 18               | JSL1部           | 11               | 0                | 0                | 0                | 0                | 0                | 11               | 0                |
| 1990-91          | 読売             | 18               | JSL1部           | 2                | 0                | 0                | 0                | 0                | 0                | 2                | 0                |
| 1991-92          | 読売             | 18               | JSL1部           | 16               | 0                | 0                | 0                | 5                | 0                | 21               | 0                |
| 1992             | V川崎            | -                | J                | -                | -                | 2                | 0                | 0                | 0                | 2                | 0                |
| 1993             | V川崎            | -                | J                | 9                | 0                | 0                | 0                | 0                | 0                | 9                | 0                |
| 1994             | V川崎            | -                | J                | 6                | 0                | 1                | 0                | 0                | 0                | 7                | 0                |
| 1995             | V川崎            | -                | J                | 11               | 0                | -                | -                | 0                | 0                | 11               | 0                |
| 通算             | 日本             | 日本             | J                | 26               | 0                | 3                | 0                | 0                | 0                | 29               | 0                |
| 通算             | 日本             | 日本             | JSL1部           | 56               | 0                | 5                | 0                | 9                | 0                | 70               | 0                |
| 総通算           | 総通算           | 総通算           | 総通算           | 82               | 0                | 8                | 0                | 9                | 0                | 99               | 0                |

その他の公式戦
- 1990年
  - コニカカップ 1試合0得点
- 1991年
  - コニカカップ 2試合0得点
- 1992年
  - ゼロックス・チャンピオンズ・カップ 2試合0得点
- 1994年
  - サンワバンクカップ 1試合0得点
  - XEROX SUPER CUP 1試合0得点
- 1995年
  - サンワバンクカップ 1試合0得点
  - XEROX SUPER CUP 1試合0得点

## 指導歴
- 1996年 - 1997年 ヴェルディ川崎：サテライトGKコーチ[13]
- 1997年 ヴェルディ川崎：ユースGKコーチ
- 1998年 - 2000年 ヴェルディ川崎：GKコーチ
- 2001年 - 2004年 ヴィッセル神戸：GKコーチ
- 2005年 ベガルタ仙台：GKコーチ
- 2006年 甲南大学：監督
- 2007年1月 - 2007年5月 セレッソ大阪：コーチ
- 2007年5月 - 2007年12月 静岡FC：監督
- 2008年 -日本サッカー協会指導者ライセンスS級認定
- 2008年 - 2009年  アビスパ福岡：GKコーチ
- 2010年 - 国際武道大学：監督
- 2015年 - リーフラス株式会社：サッカー指導員統括研修者→取締役→常務取締役
- 2017年 - 十勝FC/北海道十勝スカイアース代表